# ¡Qué Payasos!
¡Qué Payasos! es una banda de rock de México. Precursores de la imagen actual del payaso y de la música de rock para niños en español desde 1982.
El concepto "¡Que Payasos! Rock para Niños y no tan Niños" incursionó en la televisión desde 1983 en "Super vacaciones" y en secciones de Eco, el noticiero. De ahí el grupo tiene su programa "Qué Payasos" en Televisa canal 4 en Guadalajara en 1988 serie de 36 canales. Participa a lo largo de los años 88 y 89 en programas como No empujen y Anabél. Es en 1989 cuando su programa "Que Payasos" se transmite por el canal 5 en la Cd. De México" con una serie de 36 programas. De 1991 a 1997 se presentan en: Los comediantes, el Club de Gaby, En familia con Chabelo, un Nuevo día, En Vivo, Al despertar, etc., así como en funciones especiales en televisión y radio del día del niño para Órbita 105.7 FM Globo, Televisión educativa, Museo del papalote. En 97, 98, 99, 2000 y 2001 aparecen en televisión en programas como Hola México, Tempranito 2000, Entre Pingos, Derbéz en cuando. Mayo 2004 Diálogos en confianza. Canal 11.
Han expuesto su trabajo en los foros más importantes de la Ciudad de México: Sala Ollin Yoliztli, Sala Miguel Covarrubias, Palacio de Bellas Artes, Palacio de los Deportes, Plaza México, Velódromo, Centro nacional de las Artes,... Así como en los Estados de la República Mexicana, en Chicago, Illinois y Bogotá, Colombia.
La versatilidad del grupo le ha permitido presentarse también en lugares como Rockotitlan, Hard Rock, L.U.C.C., así como en giras en el interior de la República.

## Discografía

### Álbumes de estudio
- ¡Qué Payasos! (1989)
- Portada Para Colorear (1994)
- ¿Quién Dijo que los Payasos son Solo Para Niños (2001)
- De Todo Corazón (2006)
- Se Pintan Solos (2008)

## Actuaciones Destacadas
- Palacio de Bellas Artes (1994)[1]

- Vive Latino (2010)[2]

- Festival internacional Cervantino (2010)[3]

- Teatro De La Ciudad (2011, 2012)[4]

- Tercer Encuentro Internacional de Clown en Teatro Helénico (2015)[5]

## Integrantes
- Nacho Mostacho
- Beto Batuca
- Rubén González, guitarra
- Daniel Maraschini, bajo
- Pepe Blanco, batería

### DVD
- 25 Años Tour: Síntesis de una Carcajada (2007)